# Campanula lamondiae
Campanula lamondiae är en klockväxtart som beskrevs av Karl Heinz Rechinger. Campanula lamondiae ingår i släktet blåklockor, och familjen klockväxter.
Artens utbredningsområde är Iran. Inga underarter finns listade i Catalogue of Life.